# Laurelton
Laurelton es un lugar designado por el censo ubicado en el condado de Union en el estado estadounidense de Pensilvania. En el Censo de 2010 tenía una población de 221 habitantes y una densidad poblacional de 240,92 personas por km².

## Geografía
Laurelton se encuentra ubicado en las coordenadas 40°52′44″N 77°12′16″O / 40.87889, -77.20444. Según la Oficina del Censo de los Estados Unidos, Laurelton tiene una superficie total de 1.48 km², de la cual 1.48 km² corresponden a tierra firme y (0%) 0 km² es agua.

## Demografía
Según el censo de 2010, había 221 personas residiendo en Laurelton. La densidad de población era de 240,92 hab./km². De los 221 habitantes, Laurelton estaba compuesto por el 99.1% blancos, el 0% eran afroamericanos, el 0% eran amerindios, el 0.9% eran asiáticos, el 0% eran isleños del Pacífico, el 0% eran de otras razas y el 0% pertenecían a dos o más razas. Del total de la población el 0% eran hispanos o latinos de cualquier raza.